# Union sportive Altkirch
L'Union sportive Altkirch est un club de handball créé en 1953 à Altkirch, situé dans le département du Haut-Rhin, en région Grand Est.
Le club a notamment évolué 10 saisons en championnat de France entre 1969 et 1981.
En 2007, les différents clubs de la région mulhousienne dont l'US Altkirch s’entendent pour former le Mulhouse Handball Sud Alsace jusqu'en 2016, année du dépôt de bilan du MHSA. 
En 2017, l’équipe 1 féminine évolue en Nationale 1 et l’équipe 1 masculine en Division 4 départementale.

## Historique
En 1953, la section de handball de l'Altkirch Pongiste Club est créée. Grâce notamment à Léopold Capdet, président, et Gilbert Riegel, joueur et entraîneur d’exception, le club, devenu entretemps Union sportive Altkirch, grimpe rapidement dans la hiérarchie du handball français : premier de sa poule en Nationale II (D2) en 1969, l'US Altkirch accède ainsi à la Nationale I. Après avoir vaincu le SMUC (champion en titre, le CSL Dijon (futur finaliste), l'ASPTT Metz et l'HBC Villefranche (deux fois), le club termine avec le même nombre de points et la même différence de but que Metz : c'est au quotient attaque / défense que l'US Altkirch obtient son maintien tandis que Metz est relégué.
Si le club ne peut empêcher la relégation la saison suivante, l'US Altkirch est vice-champion de France Nationale II en 1972, battu en finale par Bordeaux EC 17 à 16. Le club s'est depuis lors maintenu au plus haut niveau national jusqu'en 1981 avec pour point d’orgue une troisième place en poule en 1976. 
L'arrivée du professionnalisme dans les années 1980 – 1990 marquera la révision à la baisse des ambitions altkirchoises qui va dès lors évoluer entre la Nationale 1B (D2) et la Nationale II (D3). Relégué de Nationale 1B en 1985, le club devient ainsi Champion de France de Nationale II en 1987 en battant en finale les Girondins de Bordeaux HBC sur le score de 28 à 27.
Le club évolue depuis dans des divisions inférieures, étant même contraint de solliciter une rétrogradation administrative à l’issue de la saison 1997/98. 
En 2007, l’US Altkirch s’associe avec l'ASCA Wittelsheim, l'ASPTT Mulhouse-Rixheim et le FC Mulhouse pour former le Mulhouse Handball Sud Alsace, entente qui durera jusqu’au dépôt de bilan en 2016.

## Palmarès
- Vainqueur du Champion de France de troisième division (1) : 1987
- Deuxième du championnat de France de deuxième division (2) : 1972, 1984